# Clephydroneura duvaucelii
Clephydroneura duvaucelii là một loài ruồi trong họ Asilidae. Clephydroneura duvaucelii được Macquart miêu tả năm 1838. Loài này phân bố ở miền Ấn Độ - Mã Lai.